# 若水美登里
若水 美登里（わかみず みどり、1882年2月17日 - 1934年1月21日）は、日本の俳優である。娘形、女形として活動した。本名北澤 濱之助（きたざわ はまのすけ）。

## 人物・来歴
1882年（明治15年）2月17日、横浜羽衣町で北澤清右衛門の三男として生まれる。
1910年（明治43年）、吉沢商店が製作したサイレント映画に女形として出演している。1912年（大正元年）には、山崎長之輔らとともに、福宝堂が製作した吉野二郎監督作『通夜物語』等に出演している。同年、吉沢商店、福宝堂が他の2社と合併して日活を設立、翌1913年（大正2年）10月にオープンした日活向島撮影所でも、山崎長之輔とのコンビで『新野崎村』や『寒牡丹』等に出演した。当時は、監督等のクレジットすらされておらず、出演作も定かではない。
谷崎潤一郎の随筆『ふるさと』によると、日本橋区中洲の真砂座で伊井蓉峰・山崎長之輔・大谷馬十らと共に小山内薫演出の近松劇などに出演して、シスターボーイ 的な美しさの若衆姿を見たとの記述がある。
最晩年(昭和初年頃か)には何らかの理由で半身不随になり、旅回りの天幕芝居にまで身を落としていたらしい。
1934年（昭和9年）1月21日、死去した。満52歳没。

## おもなフィルモグラフィ
- 『神田っ子』 : 監督・脚本不明、共演柴田善太郎・藤川岩之助、1910年 - 吉沢商店
- 『百円の靴』 : 監督・脚本不明、共演木下吉之助、1910年 - 吉沢商店
- 『通夜物語』 : 監督吉野二郎、原作泉鏡花、共演山崎長之輔、1912年 - 福宝堂
- 『新野崎村』 : 監督・脚本不明、共演山崎長之輔、1913年 - 日活向島撮影所
- 『寒牡丹』 : 監督・脚本不明、共演山崎長之輔・河原市松・木下緑三郎、1914年 - 天活大阪撮影所
- 『浮世の波』 : 監督・脚本不明、共演中野信近・関根達発、1917年 - 小林商会

## 註
1. 1 2 3  杉浦善三『俳優明鑑 若水美登里』演芸倶楽部,明42.6. 国立国会図書館デジタルコレクション、1909年。2024年8月27日閲覧
2. ↑   『日本映画発達史 1 活動写真時代』、田中純一郎、中公文庫、1975年11月25日 ISBN 4122002850、p.274-279.
3. ↑  谷崎潤一郎 (1958-3). 中央公論 昭和33年3月号 「ふるさと」. 中央公論社
4. ↑  平山蘆江の随筆「街頭小景」の記述より。「真夏になると、この空地を利用して天幕芝居が興行される。入場料十銭ぐらゐの芝居喜劇とも劔劇ともつかぬ國訛りの多い役者の口跡が、十時十一時頃まで、手にとるやうに私の書斎へ、簾を通して流れ込んでくるのだ。半身不随になった若水美登里を、この一座に見かけた時、彼れの全盛時を思ひ起して、いひ知れぬ哀愁をおぼえ、家人や来客をそそのかして、何度も見物にいったことがある。」『人間道場』岡倉書房、1934年　pp.158-159.